# Ійа
І́йа (ест. Iia küla) — село в Естонії, у волості Пиг'я-Сакала повіту Вільяндімаа.

## Населення
Чисельність населення на 31 грудня 2011 року становила 23 особи.

## Географія
Через населений пункт проходить автошлях 24151 (Кипу — Тирамаа — Йиесуу).

## Історія
З 19 грудня 1991 до 21 жовтня 2017 року село входило до складу волості Кипу.